# ATP Challenger Toulouse
Das ATP Challenger Toulouse (offizieller Name: Open de Toulouse) war ein 2022 einmalig stattfindendes Tennisturnier in Toulouse, Frankreich. Es war Teil der ATP Challenger Tour und wurde im Freien auf Sand ausgetragen.

## Liste der Sieger

### Einzel
| Jahr | Sieger           | Finalgegner    | Ergebnis       |
| ---- | ---------------- | -------------- | -------------- |
| 2022 | Kimmer Coppejans | Maxime Janvier | 6:78, 6:4, 6:3 |

### Doppel
| Jahr | Sieger                      | Finalgegner                   | Ergebnis  |
| ---- | --------------------------- | ----------------------------- | --------- |
| 2022 | Maxime Janvier Malek Jaziri | Théo Arribagé Titouan Droguet | 6:3, 7:65 |